# 马里安·沃罗宁
马里安·沃罗宁（波蘭語：Marian Woronin，1956年8月13日—），波兰男子田径运动员。他曾代表波兰参加1976年和1980年夏季奥林匹克运动会田径比赛，其中1980年奥运会获得一枚银牌。